# Здание Училища правоведения

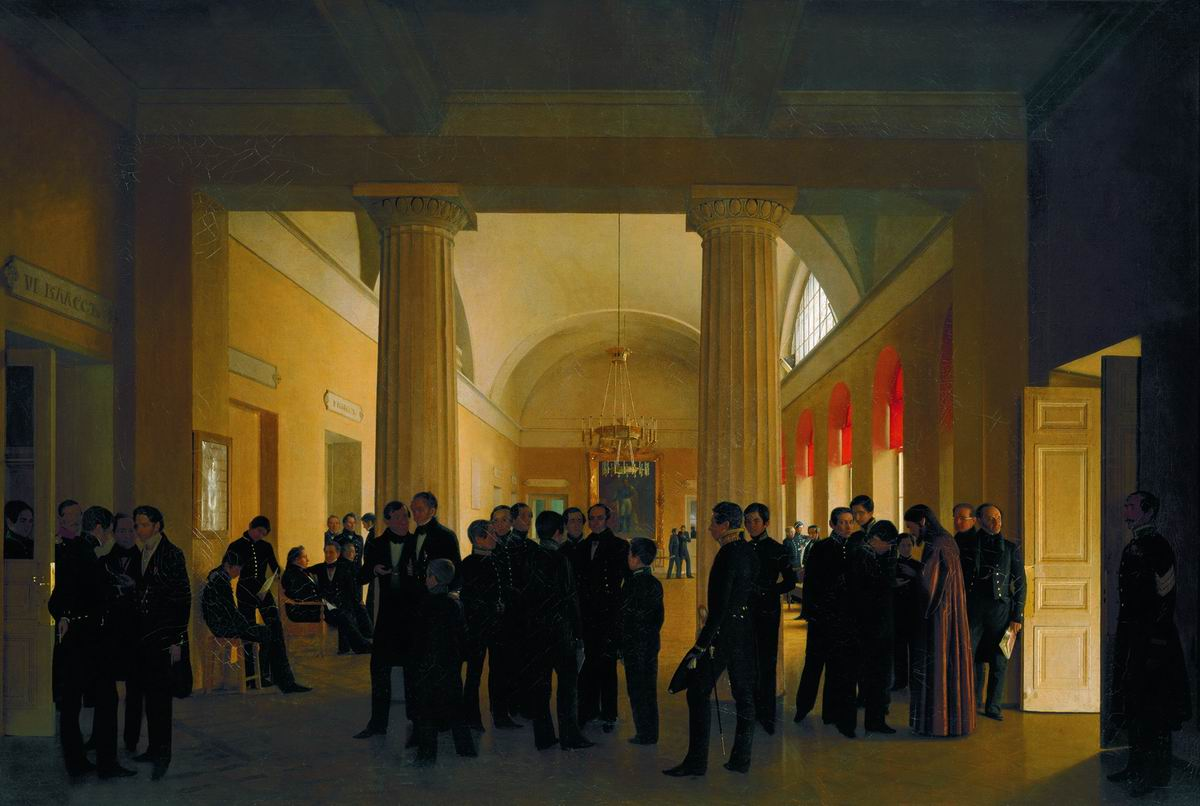
С. К. Зарянко. Зал училища правоведения с группами учителей и воспитанников, 1840 год

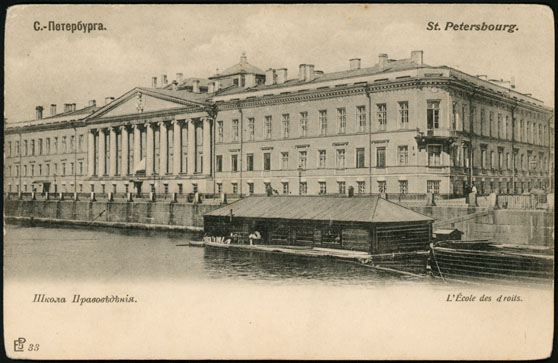
Между 1900 и 1907 годом, до перестройки Сюзора

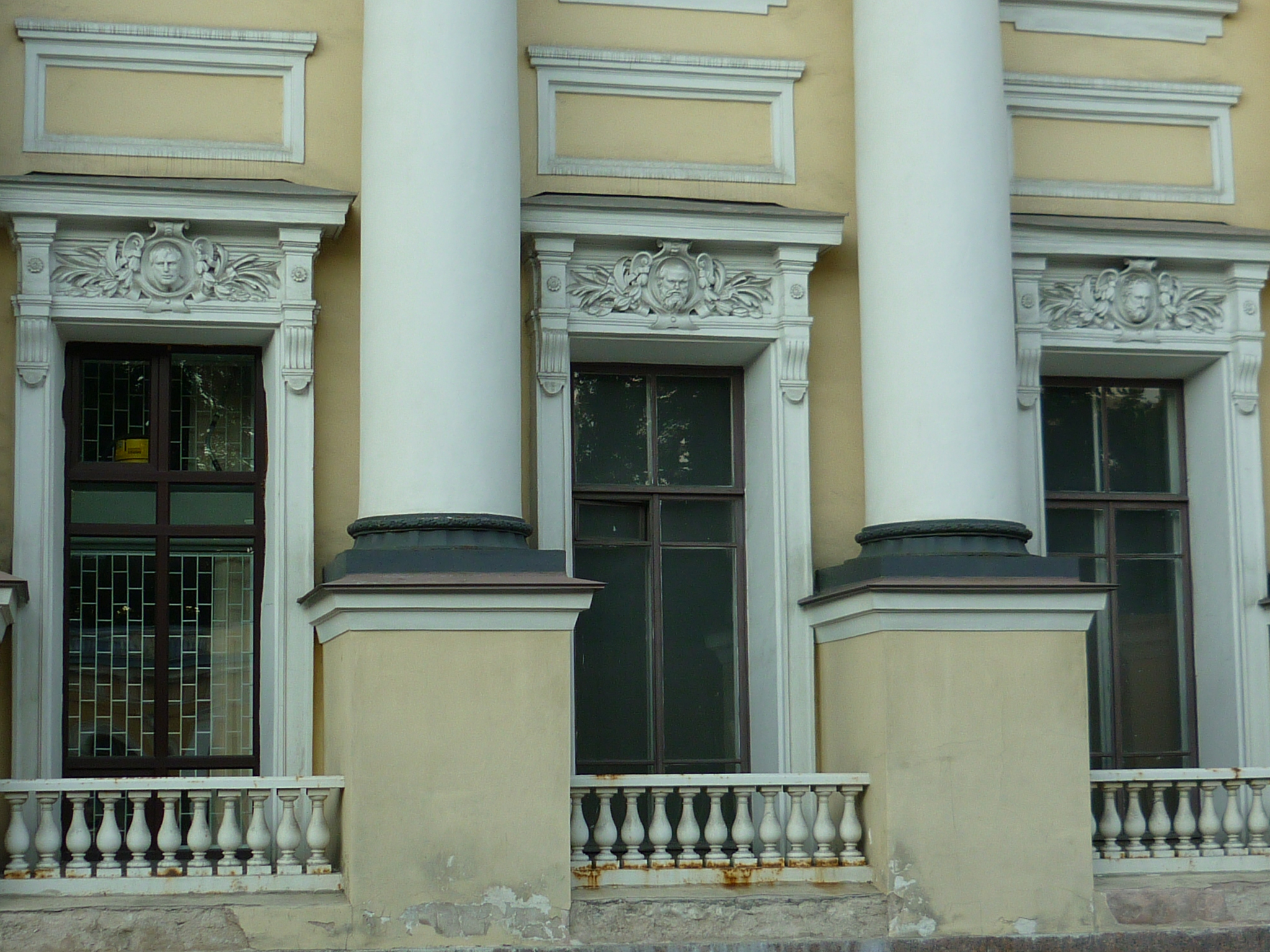
Лепные детали

Здание Училища правоведения — памятник архитектуры. Расположен в Санкт-Петербурге, современный адрес дома — набережная реки Фонтанки, 6, улица Чайковского, 1, улица Оружейника Фёдорова, 2.
Изначально на месте здания находилось одно из учреждений Запасного двора, строительство которого началось в 1741 году в целях хранения провианта, после 1761 года склад прекратил работу за ненадобностью. Каменное здание перестроили, в 1770-х годах оно принадлежало некоему Пурпурову, у дома были «разные хорошие погреба со сводами». С 1719 года по 1770 год участок располагался на островке, современная улица Оружейника Фёдорова была каналом.
Строительство жилых домов на берегах Фонтанки, вдоль созданных набережных, началось в 1780-х годах. В 1783 году участок разделили надвое, владельцами были Иван Кондратьевич Герард и Николай Александрович Львов, территорию не застроившие. С 1787 года владельцем был тайный советник Ржевский, в 1792 году в принадлежавшем ему доме отдавался в аренду «ренсковый погреб с сенями особенными, с чистым к нему покоем и с стряпущей комнатою». В 1793 году Ржевские продали свой дом Марии Иосифовне Потоцкой, после её смерти в 1798 году и её супруга — в 1802 году, дом купил некий д’Арбиньи (Франц Дарбиния). С 1802 года по 1810 год в доме располагался Пажеский корпус (арендовавший его у д’Арбиньи). С 1814 года участком владел И. Н. Неплюев, построивший в 1816—1819 годах между улицей Чайковского и Косым переулком два дома, которые соединяла арка-проезд во двор. Углы обоих домов были скруглены, Неплюев сдавал их в аренду (по другим источникам, соединённые воротами флигеля были построены при Ржевском и при Неплюеве перестроены).
В 1835 году здание за 700 000 рублей стало собственностью Училища правоведения. А. И. Мельников перестроил здание, сохранив стены, застроив проезд и добавив во дворе флигеля. На фасаде со стороны набережной был размешён портик с широким низким треугольным фронтоном и десятью колоннами ионического ордера. На нижнем этаже был сделан выступ, служивший цоколем для колонн. Над фасадом были сделаны карниз и сплошной парапет. В 1835 году в здании в средней части третьего этажа была освящена домовая церковь во имя Святой Екатерины.
В 1836 году и в 1840-х годах здание перепланировал В. П. Стасов (Владимир и Дмитрий, сыновья архитектора, были учениками Училища, Дмитрий позднее защищал Болеслава Шостаковича). Он оформил в чертах классицизма большой зал и церковь; их отделка не сохранилась. Ещё одна перестройка прошла в 1870 году.
В 1893 году и в 1909—1910 годах здание было перестроено П. Ю. Сюзором (его сын, Георгий Павлович, также был учеником Училища правоведения и позднее исследовал его историю). Вместо двух колонн портика был создан новый главный вход, каждой из колонн был сделан свой цоколь, фронтон сменился ступенчатым аттиком, парапет перестал быть сплошным. Вместо ранее сделанного над домовой церковью низкого щирокого купола был сделан полусферический купол на высоком барабане, аналогичные архитектор разместил над скруглёнными углами здания, украшенными колоннами ионического ордера. В 1970-е годы отмечалось, что эта перестройка была неудачной, и возможно восстановление фасадов в изначальном виде.
Цоколь здания облицован красным гранитом, на углах расположены балконы. В боковых крыльях училища располагались квартиры преподавателей и служащих.
В июле 1918 года училище было ликвидировано, в здании открылся Агрономический институт (Петроградский сельскохозяйственный институт), в 1922 году при институте был Естественно-исторический и сельскохозяйственный музей. В 1926 году в здании был 67-й детский дом, с 1938 по 1941 год в здании работала Ленинградская областная политпросветшкола. Вероятно, в блокаду в здании вновь располагался детский дом (5-й Слуцкий, эвакуирован 13 апреля 1942 года). В 1960—1970-х годах в главном корпусе размещался «Ленэлектромаш», с 1960-х годов — институт «Ленгражданпроект». Со стороны улицы Чайковского в 1960—1970-х годах работал институт «Гипроприбор», на его месте сейчас работает Экономико-математический институт. С 2009 года в доме расположен Ленинградский областной суд.
Обсуждался проект установки перед зданием памятника выпускнику училища П. И. Чайковскому по проекту А. Д. Бочарова, включавшему скамьи, декоративные фонари и спуски к воде.